# Pointe Marcel Kurz
Pour les articles homonymes, voir Pointe Kurz.
La pointe Marcel Kurz (Punta Kurz en italien) est un sommet des Alpes pennines culminant, selon les sources, à 3 498 ou 3 499 m d'altitude,, situé à la frontière entre l'Italie et la Suisse,,.

## Toponymie
La pointe Marcel Kurz est nommée en hommage à Marcel Kurz, topographe et auteur de guides suisse. Une autre pointe Kurz, située plus à l'ouest, à la frontière entre la Suisse et la France, est dédiée à son père Louis Kurz, alpiniste qui en fit la première ascension.

## Géographie
Située entre le mont Brûlé à l'est et la Vierge à l'ouest, elle domine le haut glacier d'Arolla au nord, du côté suisse, et le glacier du mont Brulé au sud, du côté italien,.